# Буймерский сельский совет (Тростянецкий район)
Буймерский сельский совет (укр. Буймерська сільська рада) — входит в состав
Тростянецкого района
Сумской области
Украины.
Административный центр сельского совета находится в 
с. Буймер
.

## Населённые пункты совета
- с. Буймер
- пос. Виноградное
- с. Зубовка
- с. Скряговка